# 格倫加德納 (新澤西州)
格倫加德納（英語：Glen Gardner）是位於美國新澤西州亨特登縣的自治市鎮。

## 人口
根據2020年美國人口普查的數據，格倫加德納的面積為4.01平方千米，皆為陸地。當地共有人口1682人，而人口密度為每平方千米419人。